# Station Brzustowa Opatowska
Station Brzustowa Opatowska is een spoorwegstation in de Poolse plaats Brzóstowa.